# Jale
Jale var en kanadensisk indierock-grupp från Halifax, Nova Scotia. 
Bandet tog sitt namn efter de första bokstäverna i originalmedlemmarnas förnamn. Jale bestod till en början av de fyra konstskoleeleverna Jennifer Pierce, Alyson MacLeod, Laura Stein och Eve Hartling. Debutalbumet Dreamcake gavs ut 1994 av Sub Pop. MacLeod hoppade dock av 1995 och ersattes av Mike Belitsky. Bandet upplöstes 1996.

## Diskografi
- 1994: Dreamcake
- 1995: Closed EP
- 1996: So Wound